# Volo Korean Air Lines 007
Il volo Korean Air Lines 007 (noto anche con le sigle KAL007 e KE007) era un volo civile di linea sudcoreano da New York a Seul via Anchorage. Il 1º settembre 1983 l'aereo di linea in servizio fu abbattuto da un intercettore sovietico nei pressi dell'isola Moneron, a ovest dell'isola di Sachalin, nel mar del Giappone. Nel disastro morirono 269 persone.
Al momento dell'abbattimento, l'aereo si trovava a circa 300 miglia nautiche a nord-ovest della rotta di volo prevista ed aveva sorvolato una delle aree militari più sensibili al mondo, la penisola di Kamčatka, di fatto violando lo spazio aereo sovietico. Fu abbattuto alle ore 03:26 del 1º settembre 1983, ora locale, da un caccia Su-15TM Flagon F dell'aeronautica sovietica (V-VS) al cui comando si trovava il Maggiore Vassilij Kasmin anche se successivamente, intervistato il 9 dicembre 1996 dal New York Times, il maggiore Gennadij Nikolaevič Osipovič (Геннадий Николаевич Осипович) si attribuì l'abbattimento, giustificandolo come lecito in quanto qualsiasi aereo commerciale poteva essere convertito in aereo spia. Il Boeing 747 fu colpito da due AA-3 Anab, uno a guida radar che squarciò la coda (e quindi i sistemi idraulici), e uno a guida infrarossa che fece esplodere uno dei quattro motori.

## Partenza

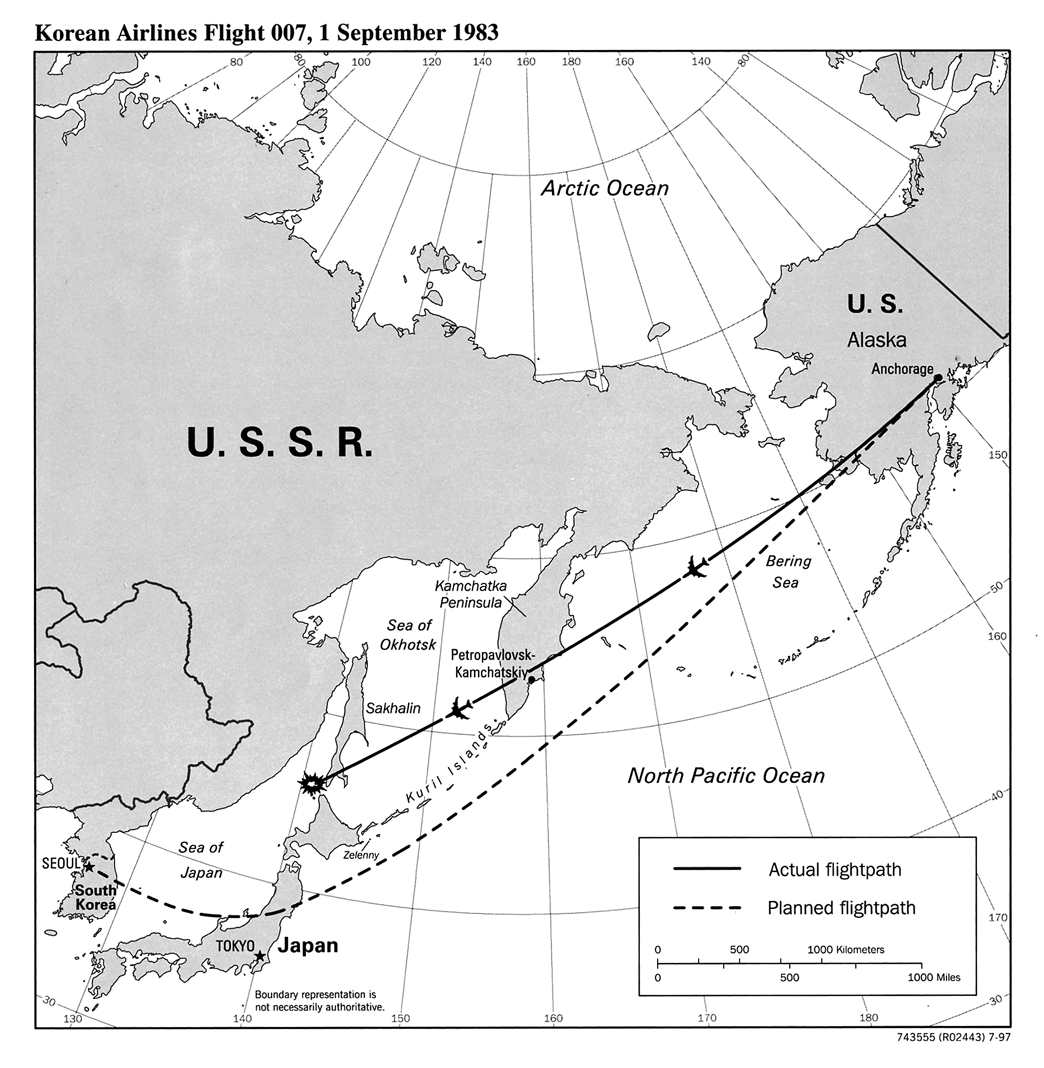
La mappa mostra la divergenza della rotta effettivamente seguita (linea continua) da quella programmata (linea tratteggiata).

Il volo KE 007 (registrato come HL7442), un Boeing 747-200, aveva iniziato il suo viaggio il 31 agosto alle ore 04:05, ora di Greenwich, dall'Aeroporto Internazionale John F. Kennedy di New York, e aveva a bordo 240 passeggeri e 29 membri dell'equipaggio. Arrivò ad Anchorage alle ore 11:30 (GMT). Dopo il rifornimento di combustibile, l'aereo ripartì per Seul alle 13:00 (GMT), ore 03:00 locali, del 1º settembre.
L'equipaggio era costituito da personale di grande esperienza con molte ore di volo alle spalle a bordo dei 747. Chun Byung In, il comandante, era stato pilota di caccia dell'aeronautica coreana e vantava un'esperienza di 10.600 ore di volo, 6 618 delle quali proprio sul 747. Godeva di grande stima ed era stato scelto come pilota personale del presidente coreano. Il copilota, Son Dung Hui era anche lui un ex militare ed aveva circa 9 000 ore di volo alle spalle. Il tecnico, Kim Eui Dong, aveva accumulato 4 000 ore di cui 2 614 sul 747.
All'epoca i dati per il volo venivano solitamente inseriti nella strumentazione INS con una cassetta pre-programmata, mentre più raramente venivano inserite manualmente le coordinate dei punti salienti della rotta. Nonostante la complessa strumentazione, il volo KAL 007 volò più ad ovest del previsto, sorvolando la penisola di Kamčatka e quindi passando sopra il mare di Ochotsk attraverso l'isola di Sachalin, violando pertanto lo spazio aereo sovietico.
Un incidente simile, ma con conseguenze decisamente meno gravi, era avvenuto nell'aprile del 1978, quando un caccia sovietico aveva aperto il fuoco con il cannone sul volo KAL 902, dopo che questo aveva sconfinato sulla penisola di Kola: rimasero uccisi due passeggeri e l'aeroplano fu costretto a eseguire un atterraggio di fortuna su un lago ghiacciato. Le ricerche della causa dello sconfinamento furono rese complicate dal rifiuto delle autorità sovietiche di restituire la scatola nera dell'aereo. Restò, pertanto, all'epoca un mistero su quali fossero le cause che avevano portato fuori rotta sia il volo KAL 007 sia il volo KAL 902.
Ciò nonostante, fu appurato che, dopo la violazione dello spazio aereo da parte del volo KAL 007, le autorità sovietiche avevano fatto decollare due Su-15TM e altrettanti MiG-23 per intercettare l'apparecchio. Alle 18:26 GMT, uno dei due Su-15 della base di Dolinsk-Sokol abbatté il velivolo. Il 747 si inabissò a 55 km dall'isola Moneron, causando la morte di tutti gli occupanti. I rapporti iniziali circa un atterraggio forzato a Sachalin, divulgati dalle autorità sovietiche, furono presto smentiti, mentre per diversi anni, da parte delle stesse autorità, non fu chiarito se le scatole nere fossero state recuperate o meno.
In seguito a questo accaduto, l'ICAO (International Civil Aviation Organization, organizzazione internazionale dell'aviazione civile) condusse due inchieste sull'incidente. La prima cominciò all'indomani dell'evento, mentre la seconda fu avviata otto anni più tardi, dopo di che le scatole nere furono restituite nel 1993 dall'amministrazione El'cin. Entrambe conclusero che il sorvolo da parte del Boeing dello spazio aereo sovietico era stato accidentale. L'autopilota era impostato sia in modalità direzionale che in modalità INS (Inertial Guidance System, sistema di guida inerziale). L'errore era stato dovuto, probabilmente, a un'errata impostazione della direzione che aveva indirizzato il veicolo su una rotta che lo portò a violare lo spazio aereo sovietico, a cui si aggiunse, probabilmente, la distrazione da parte sia dell'equipaggio sia del personale addetto al controllo del traffico aereo, che, non accorgendosi in tempo della violazione, non poterono evitare la sciagura.
Il principale testimone dell'incidente, il pilota dell'intercettore sovietico che abbatté l'aereo, in seguito confermò che non era stata seguita la procedura internazionale per l'intercettazione e che le autorità militari gli avevano ordinato di riferire in televisione di aver sparato colpi di avvertimento, cosa non avvenuta. I sovietici affermarono, in via ufficiale, di aver cercato un contatto con il Boeing sulle radiofrequenze di emergenza, senza ottenere risposta. D'altra parte, però, nessun aereo e nessun controllore di volo che aveva questi canali aperti in quei momenti ha registrato alcun messaggio sovietico.

## Clima politico

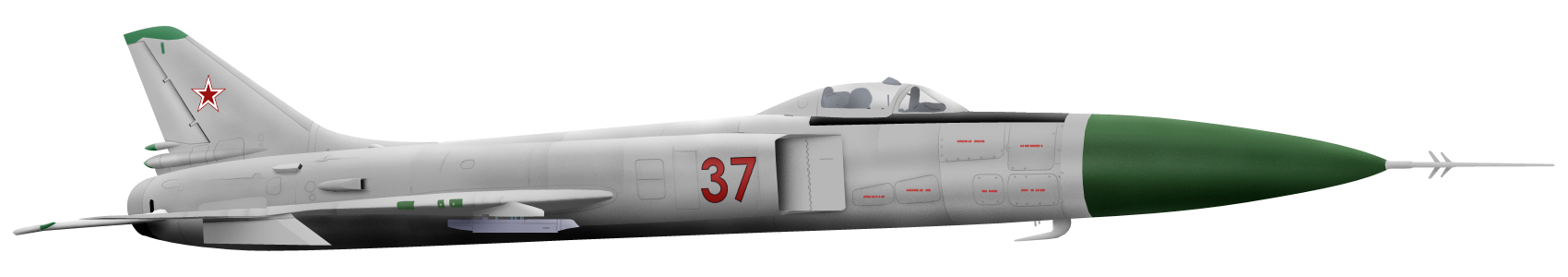
Un intercettore Sukhoi Su-15TM simile a quello che abbatté il volo KAL 007

Un ruolo non secondario nel determinare la sciagura aerea lo ha certamente giocato anche il clima politico dell'epoca e le tensioni che vi erano tra le due superpotenze. L'amministrazione Reagan aveva aumentato considerevolmente il budget per la difesa. Per Mosca la strategia del nuovo presidente statunitense era quella di lasciare indietro l'Unione Sovietica nella corsa agli armamenti, costringendo il Patto di Varsavia ad aumentare gli stanziamenti per le armi, con la conseguenza di ritardarne lo sviluppo economico e di seminare discordia al suo interno.
Era radicata, inoltre, in molti funzionari di Mosca, la paura di un attacco nucleare preventivo da parte degli USA. Il 9 settembre, a Mosca si tenne una conferenza stampa di due ore, in cui il capo di Stato Maggiore, Maresciallo Nikolaj Ogarkov, illustrò la versione sovietica secondo cui una commissione statale avrebbe "dimostrato in modo inconfutabile" che l'intrusione del volo KAL 007 nello spazio aereo sovietico era deliberata e diretta dai servizi di informazione occidentali.
In risposta alle affermazioni fatte dalla autorità sovietiche, Reagan fece diffondere dalla televisione uno speciale sull'accaduto comprendente estratti di comunicazioni intercettate dai servizi segreti, tra cui i dialoghi tra il pilota sovietico e il comando al suolo per dimostrare che era assolutamente impossibile per il caccia scambiare il velivolo civile per un aereo di sorveglianza militare. L'ambasciatore statunitense alle Nazioni Unite, Jeane Kirkpatrick, mostrò un'altra serie di registrazioni intercettate ai sovietici in una presentazione audiovisiva alle Nazioni Unite. Nonostante le diverse prove presentate da parte statunitense, nessuna di esse poté provare con certezza che i sovietici avessero identificato il KAL 007 come un aereo civile.

## Elenco vittime
| Nazionalità     | Vittime |
| --------------- | ------- |
| Corea del Sud   | 105 *   |
| Stati Uniti     | 62      |
| Giappone        | 28      |
| Taiwan          | 23      |
| Filippine       | 16      |
| Hong Kong       | 12      |
| Canada          | 8       |
| Thailandia      | 5       |
| Australia       | 2       |
| Regno Unito     | 2       |
| Rep. Dominicana | 1       |
| India           | 1       |
| Iran            | 1       |
| Malaysia        | 1       |
| Svezia          | 1       |
| Vietnam         | 1       |
| Totale          | 269     |

## Le cause del disastro
Molte personalità politiche sovietiche approfittarono delle informazioni contrastanti che furono pubblicate riguardo all'incidente, incluso Gorbačëv, che in piena glasnost', assicurò agli occidentali che «Queste scatole nere semplicemente non esistono».
Nel corso dei primi mesi del 1992 l'allora presidente El'cin decise di riaprire il caso del volo KAL 007. Furono quindi reperite negli archivi dei servizi segreti le scatole nere ed altri rapporti del Ministero della Difesa. El'cin consegnò i rapporti nell'ottobre dello stesso anno, mentre nel gennaio del 1993 le scatole nere furono consegnate ad una commissione per la sicurezza del volo delle Nazioni Unite, presso la sede di Montréal dell'ICAO. Il rapporto finale dell'ICAO fu pubblicato il 14 giugno 1993.
Secondo quanto appurato dalla commissione di inchiesta la catena di eventi che portò al disastro cominciò poco prima del decollo, quando l'equipaggio scelse la modalità dell'autopilota che doveva seguire la direzione magnetica (Magnetic Heading Mode) per arrivare in Alaska. Infatti all'epoca, per raggiungere Anchorage, non era richiesto di seguire un particolare corridoio aereo. Quando poi i piloti giunsero alla prima destinazione, programmarono il sistema inerziale (INS), ma probabilmente si dimenticarono di attivarlo o lo attivarono solo in seguito, durante il volo. Secondo il resoconto del rapporto dovrebbe essere stata questa la causa che portò l'apparecchio fuori rotta. Sempre secondo quanto emerso dai dati forniti dalle scatole nere, queste ultime mostrano che l'autopilota controllava il volo con la direzione magnetica a partire da quattro minuti dopo il decollo fino a che il velivolo venne colpito dal missile sovietico.
Nonostante l'impatto mediatico di tale evento e le precauzioni che furono prese in seguito dagli equipaggi che percorrevano questa rotta, in un incidente avvenuto poco dopo di questo, un 747 sforò di 60 miglia nautiche la rotta prevista in appena due ore. Un anno dopo, un charter della Southwest Pacific Airlines sul Polo Nord diretto in Europa uscì di rotta di un migliaio di miglia nautiche in direzione dello spazio aereo sovietico prima che l'equipaggio si rendesse conto di non ricevere nessun segnale radio di quelli previsti.

## Tesi alternative
Dopo poche settimane dall'abbattimento, alcune unità della flotta sovietica riuscirono a recuperare le scatole nere e alcuni rottami dall'oceano, in acque internazionali a ovest della costa dell'isola di Sachalin. Mentre le autorità militari di Mosca insistevano sul fatto che l'aereo di linea fosse stato deviato da un pilota della CIA e che l'attacco sovietico era giustificato dalla mancata risposta dell'aereo intruso ai segnali di avvertimento, molti altri mezzi d'informazione giocarono a favore dei sovietici: un produttore di documentari londinese affermò di aver prove che la tragedia del KAL 007 fosse da imputare alla CIA, che non furono mai mostrate ad alcuno.
Tempo dopo, emerse come l'ex Presidente Richard Nixon avesse effettuato una prenotazione per un biglietto del volo in oggetto, salvo poi disdirla all'ultimo momento senza spiegarne la motivazione.

### La missione di spionaggio
Una delle fantasiose ipotesi sovietiche citava una missione di spionaggio condotta da un Boeing RC-135, oppure da un Boeing KC-135 destinato a rifornire altri aerei e da uno o più EF-111 che volavano nascosti dalla grande traccia radar del Boeing.. L'analisi di tracce radar, tempi e rotte di volo, prodotte dalla propaganda sovietica per coprire il misfatto, indussero taluni a ipotizzare che il velivolo abbattuto dagli aerei sovietici fosse l'RC-135 e non il KAL 007. Nella stessa zona sarebbero poi avvenuti altri combattimenti tra due MiG 23 (nominativi radar 121 e 163) e velivoli intrusi, alcuni supersonici (forse gli EF-111), tre dei quali sarebbero stati abbattuti tra le 18:24 e le 18:42.
Il volo KAL 007 avrebbe quindi raggiunto lo spazio aereo giapponese e sarebbe stato abbattuto o fatto sparire dalla CIA per eliminare gli scomodi testimoni dello scontro aereo. Tuttavia di tale fantomatica battaglia aerea non è rimasto neanche un pezzo di tutti gli aerei americani abbattuti, dettaglio alquanto sconcertante, se invece si tiene in considerazione che furono ripescati vari pezzi del volo KAL 007

### Comitato per il rilascio dei sopravvissuti del volo KAL 007

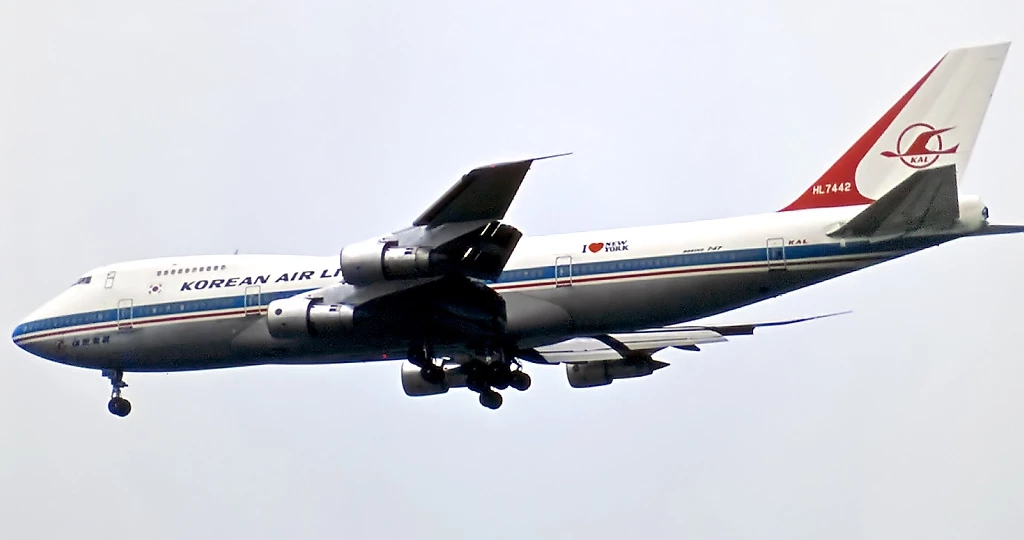
HL7442, l'aereo coinvolto, in fase di atterraggio all'aeroporto di Zurigo nel 1980

Il 22 gennaio 2001 si è costituito un comitato per il rilascio dei sopravvissuti del volo KAL 007 sotto la presidenza di Bert Schlossberg, genero di Alfredo Cruz, uno dei passeggeri. Il Comitato nacque sulla base di nuove informazioni emerse dopo la fine dell'URSS e ottenute da ex personale militare della stessa, secondo le quali il Boeing 747 non sarebbe esploso o precipitato, ma, dopo essere stato colpito, avrebbe effettuato un atterraggio d'emergenza sulle acque al largo dell'isola Moneron. I sopravvissuti sarebbero quindi stati recuperati dalla guardia costiera del KGB per essere poi internati, mentre eventuali cadaveri recuperati avrebbero ricevuto sepoltura anonima. A suffragare questa tesi vi sarebbe lo studio effettuato dal presidente del comitato sulle comunicazioni di bordo, sulla cronologia dei fatti data dal pilota sovietico del caccia intercettore, e sullo studio della rotta e delle ultime manovre seguite dal Boeing 747.
A questo si aggiunge il fatto (la cui rilevanza dipende dal credito riconoscibile alle dichiarazioni ufficiali rilasciate dai sovietici subito dopo l'incidente) secondo cui sul luogo dell'incidente non sarebbe stata trovata alcuna salma o brandello umano, e nemmeno le valigie dei passeggeri. La teoria del Comitato dei parenti delle vittime si lega in modo stretto all'ipotesi che il volo KAL 007 sia stato deliberatamente attaccato dall'URSS, che sarebbe stata al corrente della presenza tra i passeggeri di Lawrence "Larry" Patton McDonald, deputato del Congresso e politico statunitense di spicco, notoriamente anticomunista, che, tra l'altro, era diretto a Seul per l'anniversario del patto di alleanza tra USA e Corea del Sud in chiave, appunto, antisovietica.
Il sito ufficiale del Comitato non ha ricevuto più aggiornamenti dal 2009, e i suoi indirizzi e-mail di riferimento risultano essere inattivi. Tuttavia, nella sua pagina Facebook, il 4 luglio 2016, Bert Schlossberg ha sostenuto di essere in possesso di presunte prove che la commissione Affari Esteri del Senato, diretta da Jesse Helms, avrebbe progettato il salvataggio del deputato Larry McDonald, incaricando del compito un'apposita task force, che, però, non sarebbe potuta entrare in azione con successo.

## Il volo Korean Air Lines 007 nei media
- Nel 1983 Gary Moore pubblicò l'album Victims of the Future che conteneva il brano intitolato Murder in the Skies che trattava questo argomento. Evidente il riferimento contenuto nel testo del brano: «The Russians have shot down a plane on its way to Korea, Two hundred and sixtynine innocent victims have died» («I russi hanno abbattuto un aeroplano in rotta per la Corea, duecento sessanta nove vittime innocenti sono morte»).
- Nel 1985 i CCCP Fedeli alla linea, nell'EP Ortodossia II, pubblicarono una canzone dedicata all'avvenimento, intitolata Spara Jurij.[18]
- Nel 1988 fu realizzato un film per la televisione, Volo KAL 007 - Alla ricerca della verità (in originale Shootdown) con Angela Lansbury, ispirato alla tragedia del volo KAL 007.
- L'incidente del volo 007 della Korean Air Lines è stato analizzato nella puntata Obiettivo colpito della nona stagione del documentario Indagini ad alta quota, trasmesso dal National Geographic Channel.
- L'incidente è citato nel settimo episodio della seconda stagione della serie For All Mankind.
- Appare anche in una sequenza di   “Reagan: un presidente sotto i riflettori”, con Dennis Quaid nei panni del protagonista.